# Rejchan
Rejchan (hebrejsky רֵיחָן, doslova „Bazalka“, podle místní byliny, též podle názvu nedaleké palestinské vesnice Umm ar-Rihan, v oficiálním přepisu do angličtiny Rehan, přepisováno též Reihan) je izraelská osada a vesnice typu mošav na Západním břehu Jordánu v distriktu Judea a Samaří a v Oblastní radě Šomron.

## Geografie
Nachází se v nadmořské výšce 380 metrů na severozápadním okraji hornatiny Samařska, cca 5 kilometrů jihozápadně od města Umm al-Fachm, cca 77 kilometrů severozápadně od historického jádra Jeruzalému a cca 55 kilometrů severovýchodně od centra Tel Avivu.
Vesnice je na dopravní síť Západního břehu Jordánu napojena pomocí lokální silnice číslo 596, která vede jednak k jihu, k izraelským osadám hlouběji ve vnitrozemí Západního břehu Jordánu (Chermeš, Mevo Dotan), jednak k severu, kde propojuje jednotlivá izraelská sídla v tomto regionu. Rejchan je součástí územně souvislé oblasti Západního břehu Jordánu osídlené většinou Izraelci. Tato skupina osad se nazývá Guš Šaked (Blok Šaked) a její součástí jsou dále vesnice Šaked, Tel Menaše a Chinanit. Kromě vesnice Umm ar-Rihan a města Barta'a tu nejsou žádná palestinská sídla a oproti vnitrozemí Západního břehu Jordánu je tento blok ohraničen pomocí Izraelské bezpečnostní bariéry.

## Dějiny
Vesnice Rejchan byla založena roku 1977. Vznikla po rozhodnutí izraelské vlády z 19. dubna 1977, kterým se povoluje zřízení sídla (nazývaného tehdy pracovně Mej Ami Bet). Zřízena pak byla v srpnu 1977. Šlo zatím o osadu typu nachal, tedy kombinované vojenské a civilní osídlení. 21. května 1978 izraelská vláda rozhodla o převodu osady Nachal Rejchan (Nahal Reihan) na ryze civilní. To bylo realizováno v červnu 1979. Podrobný územní plán obce počítal s výhledovou výstavbou 159 bytových jednotek, z nichž zatím postaveno cca 50. Osadníky v obci Rejchan byli sekulární aktivisté napojení na levicovou Izraelskou stranu práce. Podle jiného zdroje se na vzniku osady podíleli členové mládežnického hnutí ha-No'ar ha-cijoni.
V obci fungují předškolní zařízení péče o děti. Rejchan má částečně zemědělský charakter. Funguje zde i ekologická farma. Severně od osady se rozkládá přírodní rezervace s pahorky porostlými lesem. Jde o jeden z mála původních lesních porostů v oblasti Samařska. Rezervace tu byla vyhlášena již v dobách britského mandátu nad Palestinou. V obci byla nedávno dokončena výstavba synagogy. Funguje zde i veřejná knihovna.
Počátkem 21. století byla obec spolu s celým okolním blokem izraelských osad zahrnuta do izraelské bezpečnostní bariéry. Takto vzniklý blok sousedí se Zelenou linií a je fakticky připojen k Izraeli.

## Demografie
Obyvatelstvo mošavu je v databázi rady Ješa popisováno jako sekulární. Podle údajů z roku 2014 tvořili naprostou většinu obyvatel Židé (včetně statistické kategorie "ostatní", která zahrnuje nearabské obyvatele židovského původu ale bez formální příslušnosti k židovskému náboženství).
Jde o menší obec vesnického typu s dlouhodobě mírně rostoucí populací. K 31. prosinci 2014 zde žilo 183 lidí. Během roku 2014 registrovaná populace klesla o 1,1 %. V budoucnu se počítá s nárůstem počtu obyvatel ze současných 60 na 200 rodin.
| Rok            | 1983 | 1994 | 1995 | 1996 | 1997 | 1998 | 1999 | 2000 | 2001 | 2002 | 2003 | 2004 | 2005 | 2006 | 2007 | 2008 | 2009 | 2010 | 2011 | 2012 | 2013 | 2014 |
| -------------- | ---- | ---- | ---- | ---- | ---- | ---- | ---- | ---- | ---- | ---- | ---- | ---- | ---- | ---- | ---- | ---- | ---- | ---- | ---- | ---- | ---- | ---- |
| Počet obyvatel | 51   | 111  | 105  | 90   | 103  | 99   | 100  | 120  | 125  | 131  | 129  | 148  | 150  | 153  | 158  | 171  | 164  | 177  | 182  | 174  | 185  | 183  |